# Lech Zabierek
Lech Zabierek vel Jerzy Wański vel Janusz Moczulski, pseud.: Wulkan, Wrak, Ulewa, Sokół (ur. 3 listopada 1918 w Niedarzynie, zm. 17 listopada 2003 w Konstancinie) – żołnierz Wojska Polskiego we wrześniu 1939 roku i Polskich Sił Zbrojnych, oficer Armii Krajowej, porucznik piechoty, uczestnik powstania warszawskiego, cichociemny. Znajomość języków: niemiecki, francuski.  Zwykły Znak Spadochronowy nr 1663.

## Życiorys
Uczył się w szkole powszechnej, następnie w Gimnazjum Państwowym im M. Kopernika w Toruniu, w 1938 roku zdał egzamin dojrzałości. Działał w Związku Harcerstwa Polskiego, uprawiał wioślarstwo, myślistwo, ukończył kurs szybowcowy, balonów wodnych, należał do Aeroklubu Pomorskiego. Dostał się na studia na Wydziale Inżynierii Lądowej Politechniki Warszawskiej, które miał rozpocząć w 1939 roku. Od roku 1938 w Szkole Podchorążych Rezerwy Piechoty 65 Pułku Piechoty 4 Dywizji Piechoty w Brodnicy, po jej ukończeniu w sierpniu 1939 roku awansowany na stopień plutonowego podchorążego.
W kampanii wrześniowej jako dowódca drużyny oraz zastępca dowódcy plutonu batalionu zapasowego 63 Toruńskiego Pułku Piechoty, wraz z jednostką uczestniczył w bitwie nad Bzurą. Po demobilizacji batalionu sformował z grupy ochotników oddział w sile kompanii, z którym przedarł się do Warszawy, od 21 września aktywnie uczestniczył w jej obronie,  m.in. w rejonie CIWF na Bielanach, następnie w obronie Wytwórni Papierów Wartościowych w przy ul. Zakroczymskiej, później dowódca punktu oporu na skraju lotniska bielańskiego oraz Powązek. 27 września ranny w głowę, przeniesiony do szpitala na ul. Mokotowskiej.
Od 7 października w niewoli, w oflagach: w Błoniu, Monachium, Eistedt, Oflagu VII A Murnau, Elsenborn oraz w stalagu VI A Oberlangen. 2 sierpnia 1941 roku uciekł, pieszo przeszedł przez Ardeny oraz granice:  niemiecko-belgijską, następnie belgijsko – francuską, dotarł do Sedanu, Lille, 25 sierpnia  do Arras, Besançon, 11 października do Auch, wreszcie do polskiego obozu w Montemiraill k. Awinionu (Francja). Po upadku Francji  18 maja 1942 roku z portu Wandr statkiem rybackim dotarł do Majorki, następnie do Gibraltaru, stamtąd transportowcem „Nargunde” 12 sierpnia do Glasgow, później do Aberdeen (Wielka Brytania), od 26 września na stażu w oddziałach brytyjskich.
Zgłosił się do służby w kraju. Przeszkolony ze specjalnością w dywersji na kursach specjalnych dla kandydatów na cichociemnych,  m.in.  na kursie dywersyjno-strzeleckim (STS 25, Garramour), sabotażu przemysłowego (STS 17, Brickendonbury Manor), spadochronowym, walki konspiracyjnej, odprawowym (STS 43, Audley End). Zaprzysiężony 31 stycznia 1943 na rotę Armii Krajowej w Audley End przez szefa Oddziału VI (Specjalnego) Sztabu Naczelnego Wodza. Awansowany na stopień podporucznika ze starszeństwem od 14 marca 1943 roku.
Skoczył ze spadochronem do okupowanej Polski w nocy 13/14 marca 1943 roku w sezonie operacyjnym „Intonacja”, w operacji lotniczej „Door”, na placówkę odbiorczą „Kra” 602 (kryptonim polski, brytyjskie oznaczenie numerowe pinpoints), 8 km od  Zwolenia, w Puszczy Kozienickiej. Razem z nim skoczyli: por. Stanisław Kolasiński ps. Ulewa, ppor. Adam Riedl ps. Rodak oraz Węgier (radiotelegrafista) Ivan Szabo ps. Hun.
Po aklimatyzacji do realiów okupacyjnych w Warszawie przydzielony do  Kedywu Obszaru Zachodniego AK. do oddziału dywersyjnego mjr Jana Mielczarskiego ps. San. Uczestniczył w wielu akcjach dywersyjnych, m.in.:
- wysadzenie pociągu towarowego między Błoniem a Bożą Wolą (w nocy z 15 na 16 lutego 1944 roku),
- cięcie torów w pobliżu Łubna (w nocy z 8 na 9 marca); w obu tych akcjach wyróżnił się odwagą i przewidywaniem, za co został odznaczony Złotym Krzyżem Zasługi z Mieczami[4].

Został zaskoczony w Milanówku przez wybuch powstania warszawskiego. Po przedostaniu się 11 sierpnia do Puszczy Kampinoskiej przyłączył się do Pułku „Palmiry-Młociny”, w którym pełnił funkcję zastępcy dowódcy kompanii i oficera do specjalnych poruczeń. Uczestniczył w wielu akcjach bojowych, m.in.:
- akcja na Zaborów Leśny i tamtejszy tartak (22 sierpnia, zginęło ok. 160 żołnierzy nieprzyjaciela),
- wypad na Truskaw (w nocy z 1 na 2 września, zginęło ok. 250 żołnierzy nieprzyjaciela, straty własne – 7),
- akcja na tartak w Piaskach Królewskich (w nocy z 6 na 7 września, zginęło 30 Niemców, przy stratach własnych – 3).

Od 28 września w składzie Grupy „Kampinos”, w marszu w kierunku Bieliny – Zamczysko – Czarnów, jako dowódca oddziału rozpoznawczego na szpicy, wziął do niewoli 8 Niemców. Ciężko ranny po trafieniu serią z rkm, podczas przeprowadzania z patrolem rozpoznania w rejonie Budy – Zosiny.  Na jego rozkaz żołnierze patrolu pozostawili go, zamaskowanego gałęziami. Po odzyskaniu przytomności dotarł do majątku w Chlewni, gdzie udzielono Mu pomocy. Leczony w Milanówku następnie w Częstochowie. 
Po wyleczeniu zamieszkał w Warszawie, gdzie przez półtora roku studiował na Politechnice Warszawskiej. Do listopada 1945 roku działał w DSZnK i WiN, m.in. jako kurier do Krakowa, w komórce łączności kurierskiej kierowanej przez jego żonę.
Był represjonowany po wojnie, podejmował wiele zajęć, m.in.:
- był kierownikiem budowy w Spółdzielni Mieszkaniowej „Zimowe Leże” w Warszawie (1945–1946),
- prowadził własne Biuro Handlu Nieruchomościami (do 1948 roku),
- prowadził prywatne budowy (w latach 1948–1951),
- pracował jako kierownik budowy w Spółdzielni Pracy w Otwocku,
- pełnił funkcję kierownika sekcji kwaterunkowo-budowlanej w Instytucie Naukowo-Badawczym Broni Pancernej i Motoryzacji (od 1953 roku),
- był kierownikiem Spółdzielni Pracy Aparatury Oświetleniowej w Warszawie (1957–1964),
- prowadził zakład elektromechaniczny w Grodzisku Mazowieckim,
- pracował jako kierownik produkcji pomocniczej w Rolniczej Spółdzielni Produkcyjnej w Opocznie (1968–1971),
- był galwanizerem w Zakładzie Powłok Ochronnych Usługowej Spółdzielni Pracy w Legionowie (1972–1975),
- prowadził sklep spożywczy w Konstancinie-Jeziornie (1976–1989).

Wskutek szykan SB nie otrzymał emerytury, także po roku 1989. 
W ostatnich latach życia mieszkał w Konstancinie Jeziornie, tam zmarł 17 listopada 2003 roku. Pochowany na Cmentarzu Powązkowskim w Warszawie – kw. D18 rz. PO1 gr. 8.

## Awanse
- plutonowy podchorąży – sierpień 1939 roku
- podporucznik – ze starszeństwem z dniem 14 marca 1943 roku
- porucznik –

## Ordery i odznaczenia
- Krzyż Srebrny Orderu Virtuti Militari
- Krzyż Walecznych
- Złoty Krzyż Zasługi z Mieczami

## Życie rodzinne
Był synem Antoniego, przemysłowca, i Zofii z domu Szczepankiewicz. Był dwukrotnie żonaty. W 1943 roku ożenił się z Zinajdą z domu Mamcziwicz (1° voto Truszkowską, 1909–1996). Mieli dwóch synów: Jerzego (ur. w 1948 roku) i Krzysztofa (ur. w 1949 roku). Drugą żoną Zabierka była Grażyna Waniek (ur. w 1946 roku), z którą miał troje dzieci: Artura (ur. w 1969 roku), Katarzynę (ur. w 1973 roku) i Emilię Zofię (ur. w 1980 roku).